# Hawksworth, Aireborough
Hawksworth är en by i unparished area Aireborough, i distriktet Leeds, i grevskapet West Yorkshire, i England. Byn är belägen 21 km från Leeds. Hawksworth var en civil parish 1866–1937 när blev den en del av Aireborough, Baildon och Ilkley. Civil parish hade 769 invånare år 1931. Byn nämndes i Domedagsboken (Domesday Book) år 1086, och kallades då Hauocesorde/Henochesuurde.